# Snake EX2
Snake EX2 es un videojuego de serpiente de 2003 desarrollado y publicado por Nokia para J2ME. Fue lanzado el 11 de marzo de 2003. Introducido con el Nokia 3100 e incluido en varios teléfonos de la Series 40.

## Jugabilidad
La jugabilidad es la del típico juego de snake estilo arcade en que el jugador controla a una serpiente ya sea con las teclas direccionales o con los números para que coma los sprites (algunos con tiempo limitado) que vayan apareciendo en el escenario para ganar puntos (que se pueden alcanzar más rápido pursando select o 5) lo que hará que se haga más grande aumentando así la dificultad de impedir que choque o se muerda la cola. En el juego hay potenciadores en forma de estrella que dan velocidad, más tiempo, tiempo más rápido, pieza de laberinto, cola larga, cola corta, oscuridad y bonificación de puntos. El juego cuenta con dos modos de juego: el clásico y el extremo. En el modo clásico trata solo de ganar puntos, en el modo extremo algunos sprites se mueven y aparece un portal por cada 100 puntos que lleva a diferentes niveles cada uno con un laberinto diferente. En los ajustes se puede elegir el laberinto inicial, el nivel de velocidad en la que se mueve la serpiente y el modo de juego.